# Kalcijum hipohlorit
Kalcijum hipohlorit je hemijsko jedinjenje sa formulom Ca(ClO)2. On se koristi za tretman vode, i kao izbeljivač (prah za izbeljivanje). Smatra se da je ova hemikalija relativno stabilna, i da ima dostupniji hlor nego natrijum hipohlorit (tečni izbeljivač).

## Priprema
On se proizvodi kalcijumskim procesom:
{\displaystyle ~\mathrm {2Cl_{2}+2Ca(OH)_{2}\longrightarrow \ Ca(OCl)_{2}+CaCl_{2}+2H_{2}O} }.
Prah za izbeljivanje je zapravo smeša kalcijum hipohlorita (Ca(ClO)2) i običnog hlorida CaCl2, 2O sa primesama ugašenog kreča, Ca(OH)2.

## Osobine
Kalcijum hipohlorit je žuto beli prah koji ima jak miris hlora. On nije jako rastvoran u vodi, i preferentno se koristi u mekoj do srednje tvrde vode. Postoje dve forme: suva i hidratisana forma. Hidratisana forma je bezbednija za rukovanje.
Kalcijum hipohlorit reaguje sa ugljen-dioksidom da formira kalcijum karbonat, čime se oslobađa dihlor-monoksid:
{\displaystyle ~\mathrm {2Ca(OCl)_{2}+CO_{2}\longrightarrow \ CaCl_{2}+CaCO_{3}+Cl_{2}O\uparrow } }.
Kalcijum hipohlorit reaguje sa hlorovodoničnom kiselinom da formira kalcijum hlorid: